# 2001年ブラジルグランプリ
2001年ブラジルグランプリ (XXX Grande Prêmio Marlboro do Brasil) は、2001年F1世界選手権の第3戦として、2001年4月1日にインテルラゴス・サーキットで開催された。

## レース概要
エキサイティングなレースが繰り広げられ、3つの注目に値する出来事が生じた。その内の2つは追い越しの際に生じ、どちらもフェラーリのミハエル・シューマッハが、セナ Sコーナーで引き起こした。
最初のアクシデントはレース序盤であった。マクラーレンのミカ・ハッキネンがスターティンググリッドでストールし、セーフティーカーがコースに入った。セーフティーカーがコース上にあった間に、ルーキーのファン・パブロ・モントーヤはディフェンディングチャンピオンのシューマッハに追いついた。
インテルラゴスはルーベンス・バリチェロのホームコースと言うことで、彼のための観衆が集まっていた。バリチェロは問題を抱え、スペアカーに交換しなければならなかった。バリチェロは再スタート時にラルフ・シューマッハの後方に激突した。ラルフは低速でピットに戻り、リアウィングを交換するために時間を要した。その後彼はコースがウェットになった後、スピンしてリタイアした。
39ラップ目までにレースはモントーヤにとって夢のレースとなる予定であった。デビューイヤーでありながら、彼はミハエル・シューマッハに対して30秒以上の差を付けてレースをリードしていた。しかしながら、その夢はヨス・フェルスタッペンをラップする際に崩壊した。フェルスタッペンはモントーヤの後方に付けていたが、ターン4のブレーキングで彼のアロウズはモントーヤのウィリアムズに突っ込み、両者共にリタイアすることとなった。
モントーヤのリタイア直後、雨が激しくなり皆がタイヤの交換を強いられた。何名かはレインタイヤに交換し、その他はインターミディエイトタイヤを選択した。
ミハエル・シューマッハはレースを通じてアンダーステアと苦闘しており、ピットストップ2回を計画していたが、1回のモントーヤとクルサードのペースで走行していた。しかしながら、速いピットストップの後に彼はまさしく狩りを行っていた。彼は燃料補給のためにもう一度ピットストップが必要であったが、タイヤを交換することもできた。クルサードは唯一のピットストップを行ったが、その時のラップは高価な物となった。
しかし、ドライタイヤに交換してピットレーンを出たシューマッハはスピンし、クルサードが直後に接近するのを許すこととなった。
これはこのレースで2番目の驚くべき追い抜きにつながった。クルサードはバックマーカーの助けを得てシューマッハをパスした。これは彼のチームメイト、ミカ・ハッキネンが2000年ベルギーグランプリが行ったのに非常に良く似たものであった。
クルサードは勝利を勝ち取り、シューマッハは2位に入賞するため別の物に苦しんだ。そして、ニック・ハイドフェルドが自身初の、ザウバーにとっては1998年ベルギーグランプリでジャン・アレジが獲得して以来の表彰台をもたらした。

## 結果

### 予選
| 順位 | No | ドライバー                       | チーム                  | 周回     | 差     |
| ---- | -- | -------------------------------- | ----------------------- | -------- | ------ |
| 1    | 1  | ミハエル・シューマッハ           | フェラーリ              | 1:13.780 | -      |
| 2    | 5  | ラルフ・シューマッハ             | ウィリアムズ-BMW        | 1:14.090 | +0.310 |
| 3    | 3  | ミカ・ハッキネン                 | マクラーレン-メルセデス | 1:14.122 | +0.342 |
| 4    | 6  | ファン・パブロ・モントーヤ       | ウィリアムズ-BMW        | 1:14.165 | +0.385 |
| 5    | 4  | デヴィッド・クルサード           | マクラーレン-メルセデス | 1:14.178 | +0.398 |
| 6    | 2  | ルーベンス・バリチェロ           | フェラーリ              | 1:14.191 | +0.411 |
| 7    | 12 | ヤルノ・トゥルーリ               | ジョーダン-ホンダ       | 1:14.630 | +0.850 |
| 8    | 11 | ハインツ＝ハラルド・フレンツェン | ジョーダン-ホンダ       | 1:14.633 | +0.853 |
| 9    | 16 | ニック・ハイドフェルド           | ザウバー-ペトロナス     | 1:14.810 | +1.030 |
| 10   | 17 | キミ・ライコネン                 | ザウバー-ペトロナス     | 1:14.924 | +1.144 |
| 11   | 9  | オリビエ・パニス                 | B・A・R-ホンダ          | 1:15.046 | +1.266 |
| 12   | 10 | ジャック・ヴィルヌーヴ           | B・A・R-ホンダ          | 1:15.180 | +1.400 |
| 13   | 18 | エディ・アーバイン               | ジャガー-コスワース     | 1:15.192 | +1.412 |
| 14   | 19 | ルチアーノ・ブルティ             | ジャガー-コスワース     | 1:15.371 | +1.591 |
| 15   | 22 | ジャン・アレジ                   | プロスト-エイサー       | 1:15.437 | +1.657 |
| 16   | 15 | エンリケ・ベルノルディ           | アロウズ-アジアテック   | 1:15.657 | +1.877 |
| 17   | 14 | ヨス・フェルスタッペン           | アロウズ-アジアテック   | 1:15.704 | +1.924 |
| 18   | 7  | ジャンカルロ・フィジケラ         | ベネトン-ルノー         | 1:16.175 | +2.395 |
| 19   | 21 | フェルナンド・アロンソ           | ミナルディ-ヨーロピアン | 1:16.184 | +2.404 |
| 20   | 8  | ジェンソン・バトン               | ベネトン-ルノー         | 1:16.229 | +2.449 |
| 21   | 23 | ガストン・マッツァカーネ         | プロスト-エイサー       | 1:16.520 | +2.740 |
| 22   | 20 | タルソ・マルケス                 | ミナルディ-ヨーロピアン | 1:16.784 | +3.004 |

### 決勝
| 順位     | No | ドライバー                       | チーム                  | 周回 | タイム         | グリッド | ポイント |
| -------- | -- | -------------------------------- | ----------------------- | ---- | -------------- | -------- | -------- |
| 1        | 4  | デヴィッド・クルサード           | マクラーレン-メルセデス | 71   | 1:39:00.834    | 5        | 10       |
| 2        | 1  | ミハエル・シューマッハ           | フェラーリ              | 71   | +16.164        | 1        | 6        |
| 3        | 16 | ニック・ハイドフェルド           | ザウバー-ペトロナス     | 70   | +1 Lap         | 9        | 4        |
| 4        | 9  | オリビエ・パニス                 | B・A・R-ホンダ          | 70   | +1 Lap         | 11       | 3        |
| 5        | 12 | ヤルノ・トゥルーリ               | ジョーダン-ホンダ       | 70   | +1 Lap         | 7        | 2        |
| 6        | 7  | ジャンカルロ・フィジケラ         | ベネトン-ルノー         | 70   | +1 Lap         | 18       | 1        |
| 7        | 10 | ジャック・ヴィルヌーヴ           | B・A・R-ホンダ          | 70   | +1 Lap         | 12       |          |
| 8        | 22 | ジャン・アレジ                   | プロスト-エイサー       | 70   | +1 Lap         | 15       |          |
| 9        | 20 | タルソ・マルケス                 | ミナルディ-ヨーロピアン | 68   | +3 Laps        | 22       |          |
| 10       | 8  | ジェンソン・バトン               | ベネトン-ルノー         | 64   | +7 Laps        | 20       |          |
| 11       | 11 | ハインツ＝ハラルド・フレンツェン | ジョーダン-ホンダ       | 63   | 電気系統       | 8        |          |
| リタイヤ | 17 | キミ・ライコネン                 | ザウバー-ペトロナス     | 55   | スピン         | 10       |          |
| リタイヤ | 5  | ラルフ・シューマッハ             | ウィリアムズ-BMW        | 54   | スピン         | 2        |          |
| リタイヤ | 23 | ガストン・マッツァカーネ         | プロスト-エイサー       | 54   | クラッチ       | 21       |          |
| リタイヤ | 18 | エディ・アーバイン               | ジャガー-コスワース     | 52   | スピン         | 13       |          |
| リタイヤ | 6  | ファン・パブロ・モントーヤ       | ウィリアムズ-BMW        | 38   | 接触           | 4        |          |
| リタイヤ | 14 | ヨス・フェルスタッペン           | アロウズ-アジアテック   | 37   | 接触           | 17       |          |
| リタイヤ | 19 | ルチアーノ・ブルティ             | ジャガー-コスワース     | 30   | エンジン       | 14       |          |
| リタイヤ | 21 | フェルナンド・アロンソ           | ミナルディ-ヨーロピアン | 25   | 電気系統       | 19       |          |
| リタイヤ | 15 | エンリケ・ベルノルディ           | アロウズ-アジアテック   | 15   | ハイドロリック | 16       |          |
| リタイヤ | 2  | ルーベンス・バリチェロ           | フェラーリ              | 2    | 接触           | 6        |          |
| リタイヤ | 3  | ミカ・ハッキネン                 | マクラーレン-メルセデス | 0    | ストール       | 3        |          |

## 第3戦終了時点でのランキング
| 順位 | ドライバー                       | ポイント |
| ---- | -------------------------------- | -------- |
| 1    | ミハエル・シューマッハ           | 26       |
| 2    | デヴィッド・クルサード           | 20       |
| 2    | ルーベンス・バリチェロ           | 10       |
| 4    | ニック・ハイドフェルド           | 7        |
| 5    | ハインツ＝ハラルド・フレンツェン | 5        |

| 順位 | コンストラクター        | ポイント |
| ---- | ----------------------- | -------- |
| 1    | フェラーリ              | 36       |
| 2    | マクラーレン-メルセデス | 21       |
| 3    | ザウバー-ペトロナス     | 8        |
| 4    | ジョーダン-ホンダ       | 7        |
| 5    | B・A・R-ホンダ          | 3        |

- 注：ドライバー、コンストラクター共にトップ5のみ表示。

## 注
- 初表彰台：ニック・ハイドフェルド
- ミカ・ハッキネンはスターティンググリッドでストール、リタイアとなった。
- ファン・パブロ・モントーヤはF1初優勝が目前であったが、後方からヨス・フェルスタッペンにぶつけられた。フェルスタッペンはモントーヤが次のコーナーの早い位置でブレーキをかけたと主張した。
- このレースは25周を残した時点で豪雨となった。